# Berlanga del Bierzo
Berlanga del Bierzo es un municipio y lugar español de la provincia de León, en la comunidad autónoma de Castilla y León. Se encuentra en la comarca de El Bierzo y cuenta con una población de 322 habitantes (INE 2024).

## Geografía

### Entidades locales
Además de la cabecera, el término municipal está compuesto por los siguientes pueblos:
- Castellanos, despoblado
- Langre
- San Miguel de Langre
- Barrio de Langre

## Historia

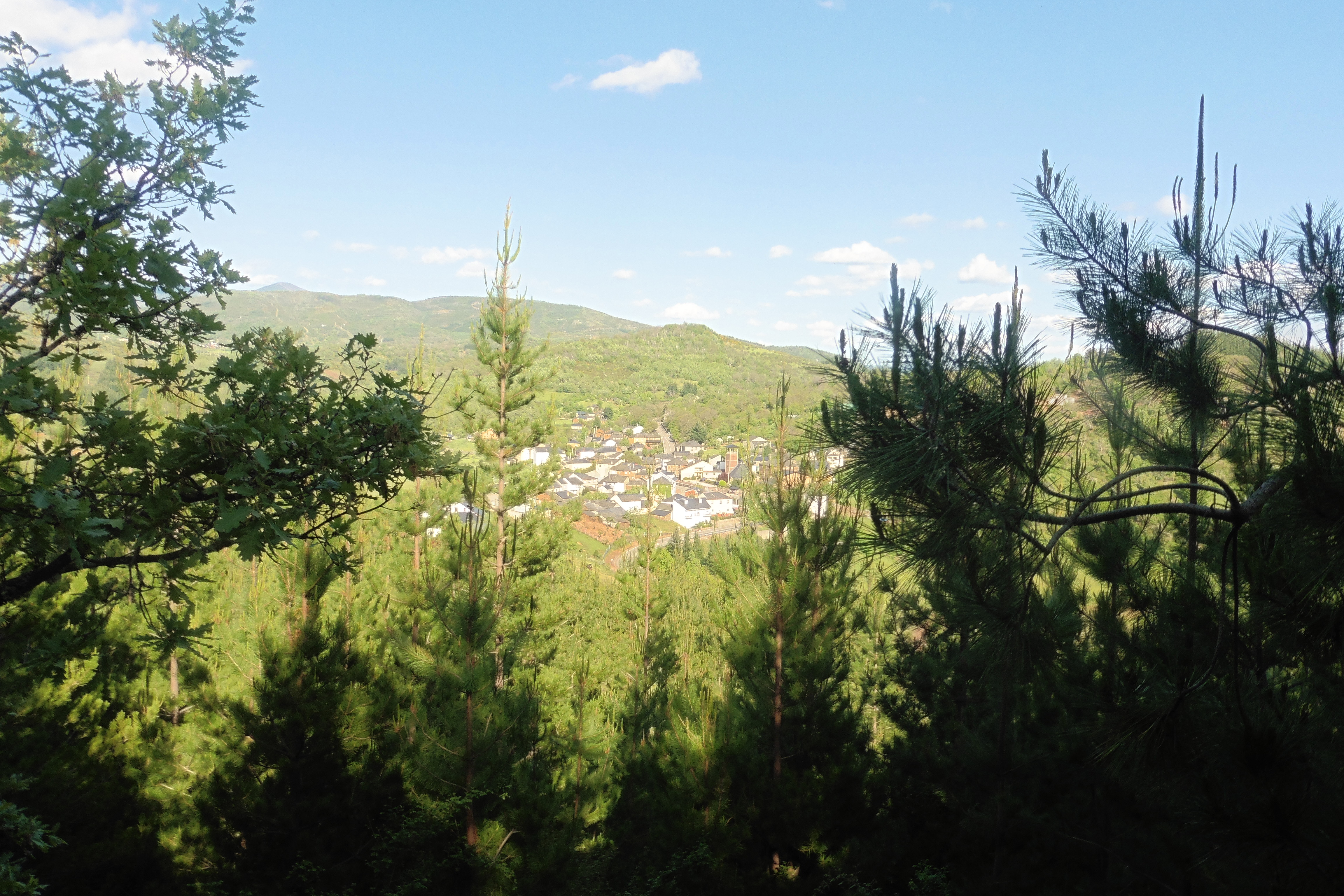
Panorámica de Berlanga del Bierzo, el pueblo y la naturaleza

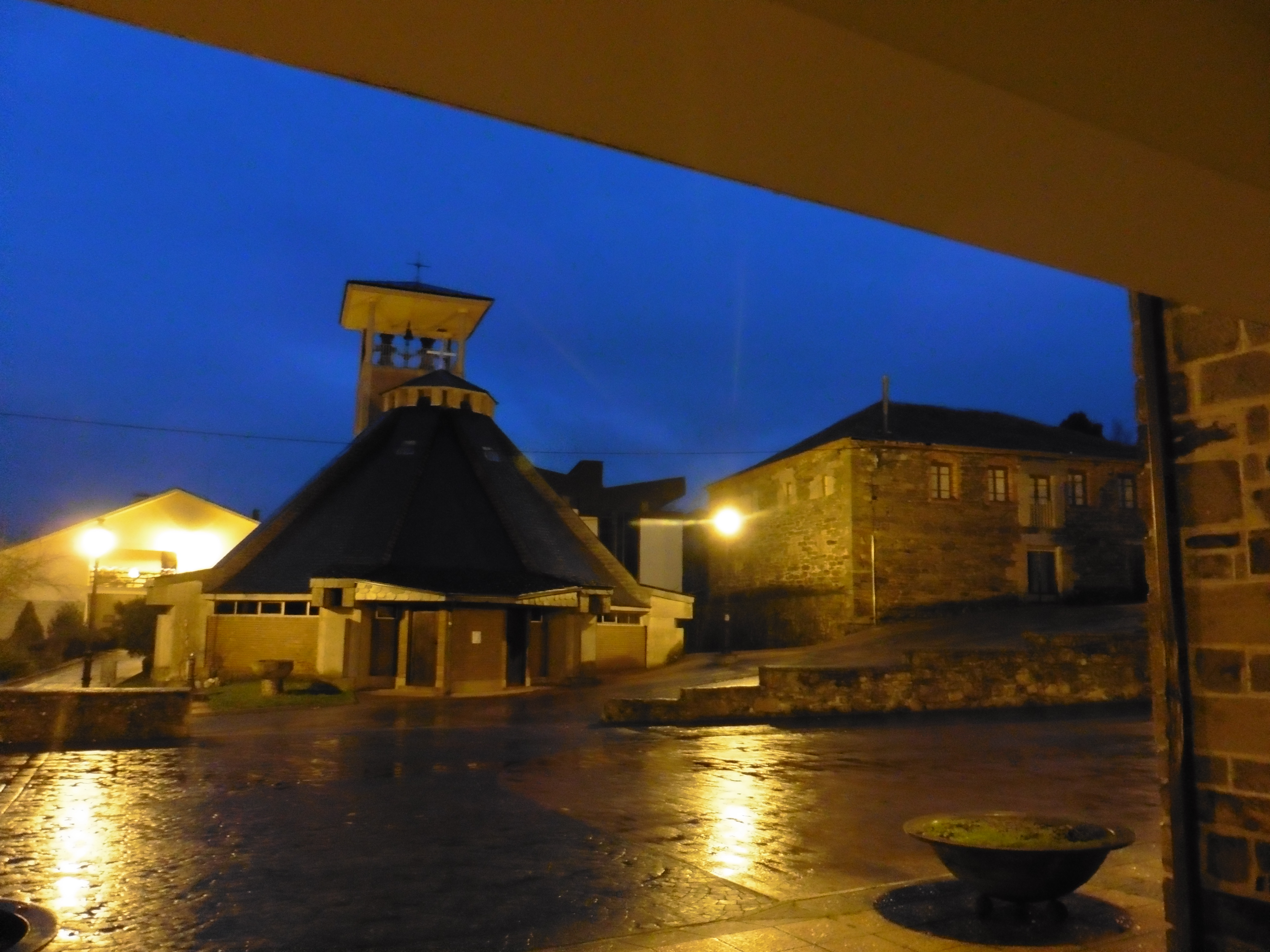
Plaza del Ayuntamiento desde el portal del mismo una tarde de invierno

Los orígenes poblacionales del municipio se situarían en pequeñas aldeas astures, de cuyo origen derivaría el nombre de Berlanga (‘’Berg’’: ciudadela, y ‘’Lágara’’: zona elevada), y cuya población se hallaría dividida en varios castros cercanos.
Posteriormente, ya en la Edad Media, el término de Berlanga del Bierzo quedó incluido dentro del Reino de León, en cuyo seno se habría acometido la repoblación de las localidades del municipio, datándose la primera mención a Berlanga en el reinado de Ordoño II de León, en el año 918, en una carta fundacional que se custodia en la abadía de San Andrés de Espinareda, de la que pasó a depender en el siglo XI.
En el siglo XV, con la reducción de ciudades con voto en Cortes a partir de las Cortes de 1425, Berlanga pasó a estar representado por León, lo que le hizo formar parte de la provincia de León en la Edad Moderna, situándose dentro de ésta en el partido de Ponferrada.
Posteriormente, finales del siglo XVIII, el 28 de abril de 1790, nació en Berlanga el militar Francisco Pérez Mercadillo, hijo de Jerónimo Mercadillo y Manuela Guerra, que inició su carrera militar en la guerra de la Independencia española y participó en los agitados momentos de la España del siglo XIX, participando también en las guerras carlistas y en las luchas por la independencia americana.
Ya en la Edad Contemporánea, en 1821 Berlanga fue una de las localidades que pasó a formar parte de la Provincia de Villafranca, si bien al perder ésta su estatus provincial al finalizar el Trienio Liberal, en la división de 1833 Berlanga quedó adscrito a la provincia de León, dentro de la Región Leonesa.
Con la supresión de los señoríos en el siglo XIX, Berlanga dejó de depender del cenobio de Vega de Espinareda, constituyéndose en ayuntamiento, que pasó a agrupar a Langre, San Miguel de Langre, Barrio de Langre, Berlanga y Castellanos, así como Ocero (que ahora pertenece al ayuntamiento de Sancedo), y Tombrio de Arriba (que pasó a formar parte del extinto ayuntamiento de Fresnedo, y ahora pertenece al de Toreno).
Hasta la reforma de la nomenclatura municipal de 1916 el municipio se llamaba simplemente Berlanga. En dicha fecha su nombre fue modificado por el de Berlanga del Bierzo.
Finalmente, ya en el siglo XX, con la aparición de las primeras minas de carbón en el municipio en 1917, la actividad económica local pasó a girar en torno a la actividad minera. Así, en 1917 empezó la explotación de las minas denominadas Julias y tres años más tarde se inició la de la mina Alicia, que en 1935, junto con la de Lilli Lumera fueron adquiridas por Diego Pérez Campanario (fundador de Antracitas de Fabero, S. A.).

## Demografía
Cuenta con una población de 322 habitantes (INE 2024).
| Gráfica de evolución demográfica de Berlanga del Bierzo entre 1842 y 2021                                             |
| |
| Población de derecho según los censos de población del INE. Población de hecho según los censos de población del INE. |

#### Núcleos de población

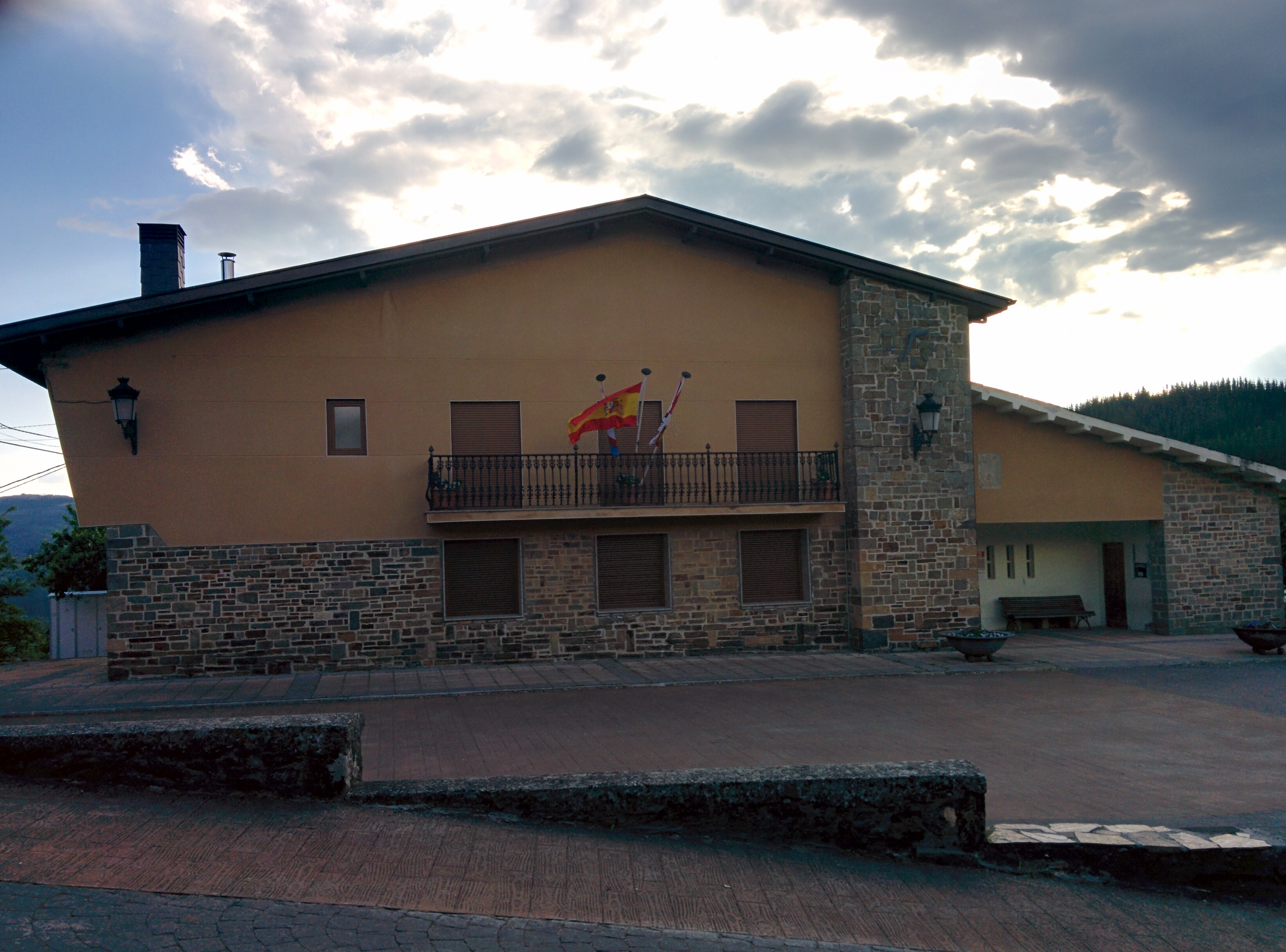
Casa consistorial

El municipio se divide en tres núcleos de población, que poseían la siguiente población en 2017 según el INE.
| Núcleo de población  | Población |
| -------------------- | --------- |
| Berlanga del Bierzo  | 195       |
| Langre               | 86        |
| San Miguel de Langre | 85        |

## Economía y servicios
Principalmente minería y agricultura. 
Cuenta con un camping con piscina y una casa rural.
El municipio cuenta, amén de los servicios municipales, con otros servicios: farmacia, consultorio médico (adscrito al centro de salud de Toreno), autobús del Grupo Pelines en la línea Ponferrada-Toreno-Vega de Espinareda. Además de los servicios prestados por los comerciantes ambulantes.

## Comunicaciones
Carreteras
Berlanga se comunica mediante carreteras vecinales con los municipios y pueblos vecinos. Cuenta sin embargo con una vía rápida que conecta directamente con la CL-631, que mantiene las características de una autovía hasta Ponferrada.

## Cultura

### Patrimonio

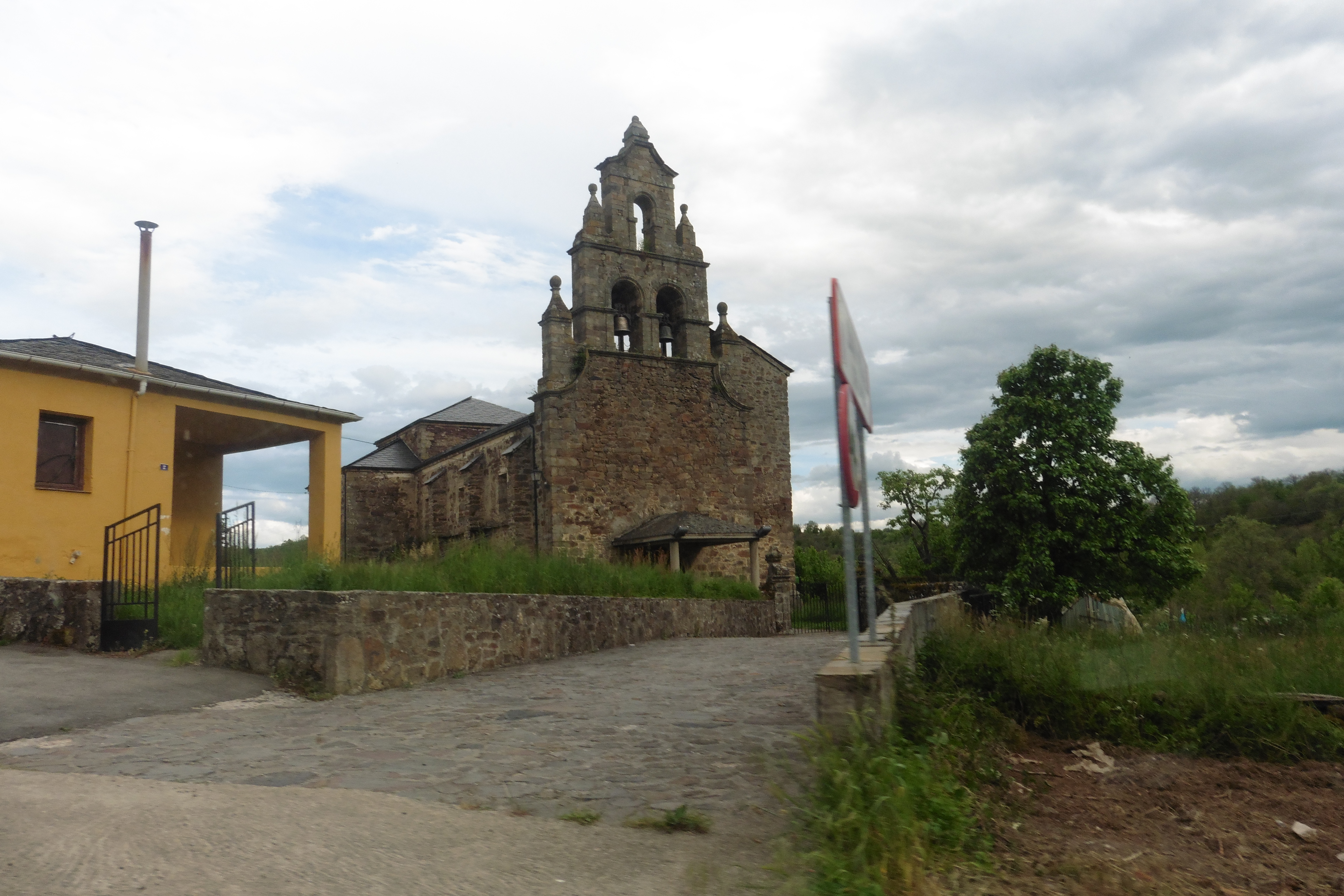
Iglesia de Santa Catalina y El Cristo, en San Miguel de Langre

El municipio cuenta con dos iglesias interesantes, la iglesia parroquial de Santa Eulalia en Langre y la iglesia parroquial de San Miguel de Langre, en la que destacan los capiteles.
Entre otros elementos etnográficos, podemos ver un potro para herrar, situado en La Calella enfrente del mirador de La Portiella, o un palomar con tejado a dos aguas y entrada de ranura para las palomas, muros de mampostería rebocados con argamasa de barro, muro frontal y trasero que sobresalen del tejado con forma escalonada, y con la puerta con un orificio a la derecha para entrada de palomas. Son el palomar de Cabo La Villa y de San Roque.

### Fiestas
El 24 de junio en honor de San Juan y el 29 de junio en honor de San Pedro.